# Julia Hummer
Pour les articles homonymes, voir Hummer.
 (novembre 2018).
Julia Hummer, née le 24 avril 1980 à Hagen en Rhénanie-du-Nord-Westphalie, est une actrice et chanteuse allemande.

## Filmographie
- 2010 À l'âge d'Ellen (Im Alter von Ellen) : Rebecca
- 2010 Carlos Épisode Gabriele Kröcher-Tiedemann : Nada
- 2010 Countdown : Die Jagd beginnt : Annika Jacobsen
- 2005 Fantômes (Gespenster) : Nina
- 2005 Stadt als Beute : Babe
- 2003 Northern Star : Anke
- 2003 Les bourses ou la vie : Susanne
- 2002 Weil ich gut bin! : Svetlana
- 2002 Der Freund der Friseuse : Ingeborgas Tochter
- 2001 99euro-films
- 2000-2001 Tatort : Miriam/Tanja
- 2001 Honolulu : Julia
- 2001 Un nouveau départ (Heidi M.) : Annabel
- 2001 Heidi : Doris
- 2000 Siemensstadt
- 2000 Contrôle d'identité (Die innere Sicherheit) : Jeanne
- 2000 Crazy : Marie
- 2000 Tolle Lage : Steffi Oehlke
- 1999 : Les Bouffons (Absolute Giganten) de Sebastian Schipper : Telsa
- 1999 Stahlnetz : Sarah Viersen
- 1999 1/2 Acht
- 2022 : Servus Papa, See You in Hell : Sophie